# Vignanello Greco
Il Vignanello Greco è un vino DOC la cui produzione è consentita nella provincia di Viterbo.

## Caratteristiche organolettiche
- colore: paglierino più o meno intenso.
- odore: vinoso, gradevole e caratteristico.
- sapore: asciutto, abboccato, di corpo e armonico con leggero retrogusto amarognolo.

## Produzione
Provincia, stagione, volume in ettolitri
- Viterbo  (1993/94)  56,6
- Viterbo  (1994/95)  135,26
- Viterbo  (1995/96)  126,55
- Viterbo  (1996/97)  112,39